# جيولوجيا لبنان

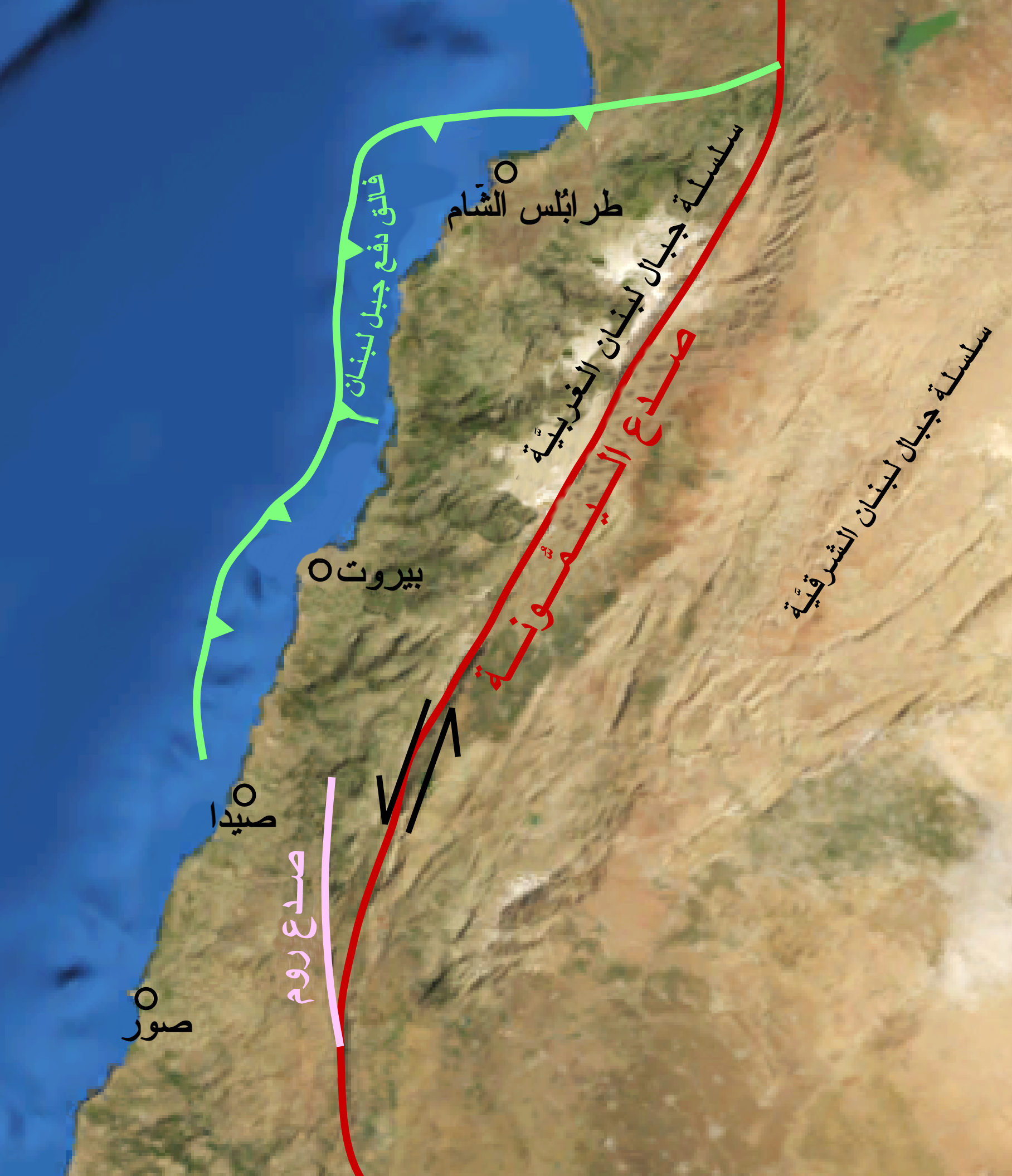
خريطة المعالم التكتونية (البنيوية) في لبنان

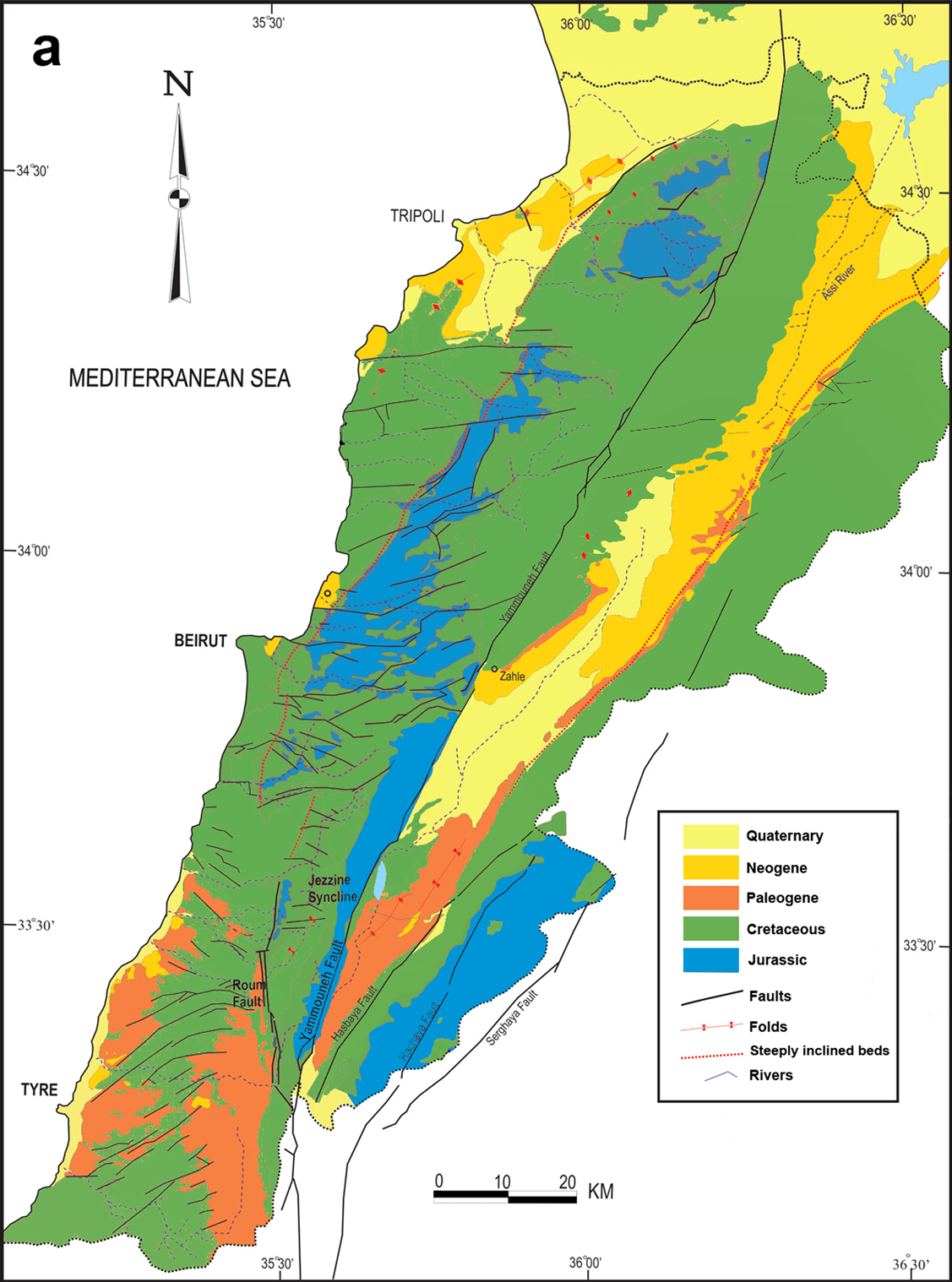
خريطة للخصائص الطبقية للبنان

تتألف 70 في المائة من الأراضي اللبنانية من الصخورالكربونية تشكلت بين منتصف العصر الجوراسي والعصر الفجري، مع وجود الحجر الجيري من العصر الجوراسي أيضا في بعض المناطق، خاصة في الجنوب. كما توجد الصخور البازلتية في عدد قليل من الأماكن، خاصة في عكار في الشمال اللبناني.

## التقسيم الطبيعي
يمتد لبنان على طول 225 كلم من شاطئ البحر الأبيض المتوسط، ومتوسط العرض للجمهورية اللبنانية هو فقط 60 كلم في العرض. 

طوبوغرافياً، يوجد في لبنان أربع مناطق متوازية تمتد من الشمال إلى الجنوب وهي، من الغرب إلى الشرق:
- شريط ساحلي مسطح وضيق محاذي للبحر الألبيض المتوسط
- جبال لبنان وهي سلسلة من الجبال المتوسطة الارتفاع تصل حتى ارتفاع 1000 متر عن سطح البحر وجبال عالية تصل إلى 3078 متر عن سطح البحر عند القرنة السوداء في شمال لبنان
- سهل البقاع الخصب الواقع على ارتفاع يقارب 900 متر عن سطح البحر؛
- سلسلة جبال لبنان الشرقية التي يصل ارتفاعها إلى 2800 متر وتمتد على الحدود الشرقية مع الجمهورية العربية السورية.

وتضاريس لبنان مركبة وتتكون من أراضٍ منحدرة وشديدة الميل. ودرجة الانحدار الشديد هو طابع جغرافي سائد في لبنان، يفاقم نحر الطبقة العليا
من التربة، ويضعف هيكل التربة ويحد من قدرتها على الاحتفاظ بالماء.

## الجبال في لبنان

### السلسلة الشرقية
سلسلة جبال لبنان الشرقية: تمتد بطول 145 كلم.

### السلسلة الغربية
سلسلة جبال لبنان الغربية: تتألف أرض لبنان من سهل ساحلي ضيق للغاية في بعض الأحيان تتاخمه سلسلة من الجبال الشاهقة، وهي جبال لبنان الغربية يبلغ طوله 240 كم، على طول البلاد بالكامل تقريباً، وتعد القرنة السوداء (3088 م) أعلى قمة في الجزء الشمالي من سلسلة جبال لبنان. وينمو شجر الأَرز الذي يشتهر به لبنان على السفح الغربي لتلك القمة.

## الثروة والمسطحات المائية
يوجد في لبنان ما يزيد على 40 مجرى مائياً في أنحائه، منها 17 مجرى دائماً و27 مجرى موقتاً. كما تم احصاء أكثر من 4000 نبع جبلي تتجاوز غزارته 10 ليترات في الثانية.

### المياه الجوفية
تتجدد المياه الجوفية في لبنان بمعدل 3.2كلم3.

### الأنهار
من أهم أنهار لبنان:
- نهر أبو علي: ينبع من مغارة قاديشا، ويصب في البحر المتوسط.
- نهر أسطون: ينبع من جبال عكار ويصب في البحر المتوسط.
- نهر الأولي: ينبع من جبال الباروك في لبنان، ويصب شمال مدينة صيدا في البحر المتوسط.
- نهر إبراهيم (نهر): ينبع من مغارة أفقا ويصب في البحر المتوسط بالقرب من مدينة جبيل اللبنانية.
- نهر البارد: في الشمال اللبناني، يصب في البحر المتوسط.
- نهر بيروت: ينبع من المتن الشمالي ويصب في البحر المتوسط
- نهر الجوز: ينبع من تنورين، ويصب في البحر المتوسط.
- نهر الحاصباني: ينبع من جبل الشيخ، ويشكل أحد روافد نهر الأردن في فلسطين.
- نهر الدامور: ينبع من الشوف ويصب في البحر المتوسط.
- نهر الزهراني: ينبع من نبع الطاسة في أعالي أقليم التفاح، ويصب في البحر المتوسط.
- نهر سينيق: ينبع من جبل الريحان وجبل صافي، في اقليم التفاح، ويصب في البحر المتوسط.
- نهر العاصي: ينبع من سهل البقاع، ويدخل الأراضي السورية، ثم يصب في البحر المتوسط.
- نهر عرقا: ينبع من أعالي عكار ويصب في البحر المتوسط.
- النهر الكبير الجنوبي: يفصل لبنان عن سوريا، ويصب في البحر المتوسط
- نهر الكلب: ينبع من الجهة الغربية لسلسلة الغربية من جبال لبنان، وتصب مياهه في البحر الأبيض المتوسط
- نهر الليطاني: النهر الرئيسي في لبنان، ويصب في البحر المتوسط بالقرب من مدينة صور التي تقع في الجنوب الغربي.
- نهر البردوني: ينبع من جبل صنين ويصب في نهر الليطاني.
- نهر الوزاني:نهر الوزاني هو من الأنهار اللبنانية من روافد نهر الحاصباني
- نهر شتورا: من روافد الليطاني
- نهر قب الياس : من روافد الليطاني
- نهر يحفوفا: الذي يروي سهل رياق، وهو من روافد الليطاني
- نهر الغزيل: يضم نبع رأس العين (تربل)، وهو من روافد الليطاني.
- نهر الفارغ: من روافد الليطاني

### البحار
يحد لبنان من جهة الغرب، البحر الأبيض المتوسط، وهو الحدود البحرية الوحيدة للبنان.

### البحيرات
- بحيرة قرعون: بحيرة اصطناعية، سعتها حوالي 220 مليون متر مكب أقيمت عل مجرى نهر الليطاني.
- عيون السمك: بحيرة طبيعية، تتكون من تجمع مياه الينابيع في الجبال المجاورة.
- بحيرة أنان: في شرق صيدا
- بحيرة بسري
- بحيرة مركبا
- بحيرة بنشعي: بحيرة اصطناعية، أقيمت في زغرتا، في الشمال اللبناني.
- بحيرة جورة البلوط: في منطقة صنين
- بحيرة الكواشرة: في عكار
- بحيرة اليمونة: في البقاع اللبناني
- بحيرة شبروح : في أعالي فاريا في جبل لبنان.

### الخلجان
- خليج سان جورج
- خليج جونية

### الجزر
- جزر النخيل (لبنان): وهي محمية طبيعية، في شمال لبنان، وتعرف أيضا بجزيرة الأرانب، وهي عبارة عن ثلاث جزر صغيرة.
- جزير الزيرة: أو صخرة الزيرة، قبالة صيدا
- صخرة الروشة : مرتفع صخري محاط بالماء تماما قبالة بيروت.

## سهول لبنان
- سهل البقاع: يفصل بين سلسلتي جبال لبنان الغربية والشرقية وهو وادٍ خصيب بطول يقارب 180 كم وعرض ما بين 10 إلى 26 كم. وعبر هذا الوادي يتدفق نهر الليطاني. يتحول وادي البقاع في الجنوب الشرقي إلى تلال، ويمتزج بسفوح جبل حرمون (جبل الشيخ، البالغ ارتفاعه 2,814 م)، أعلى جزء في سلسلة جبال لبنان الشرقية.
- سهل الخيام: سهل داخلي
- سهل عكار: وهو سهل ساحلي
- سهل صيدا: وهو سهل ساحلي
- سهل صور: وهو سهل ساحلي
- سهل طرابلس : وهو سهل ساحلي

### التربة في لبنان
تغطي الأراضي الزراعية ثلثي مساحة لبنان، نصفها في وادي البقاع، تروى بمياه نهر الليطاني البالغ طوله 145 كم. ويقع النصف الثاني من الأراضي الزراعية بشكل رئيسي على الساحل والجبال الشمالية، حيث توفر التربة الحمراء الغنية بمركبات الطين الأراضي الخصبة للزراعة.
تغطي الأجزاء العالية من الجبال تربة كلسية ضحلة قليلة الخصوبة نسبياً. في حين تتم زراعة المنحدرات السفلية والوسطى على نحو مكثف (التلال المتدرجة). يزرع لبنان العديد من الخضراوات والفواكه، مثل الحمضيات والعنب والطماطم (البندورة) والتفاح والخضراوات والبطاطس (البطاطا) والزيتون والتبغ. كما يربي الغنم والماعز. يساهم القطاع الزراعي بنسبة 6% من الناتج المحلي.
تبلغ الرقعة الزراعية التي يتم ريها 20% من المساحة الكلية للأراضي الزراعية؛ يتم ري 42% من مساحة الأرض المزروعة على الأقل مرة واحدة في العام (إحصائيات 1999، لا تتوفر بيانات حديثة إضافية)، والتي تبلغ حوالي 104,000 هكتاراً. ومن المتوقع توسيعها لتصل إلى 150,000 هكتاراً قبل حلول عام 2018، إذا ما تم تنفيذ كل مشاريع الري.

والتربة اللبنانية تربة متوسطية تقليدية، كلسية عموماً باستثناء التربة الرملية التي تكونت على طبقة سهل عكّار العائدة إلى العصر الطباشيري الوسيط، والتربة الرسوبية في وسط وغرب سهل البقاع.

## الكهوف والمغاور في لبنان
يقدر عدد الكهوف والمغاور الكبيرة، في لبنان بنحو 700 مغارة بأشكال وأحجام متفاوتة، ومنها:
- مغارة جعيتا
- مغارة كفرحيم
- مغارة أفقا
- مغارة البحيرة في زغرتا.
- مغاور وادي قنوبين، التي تصل لخمسين مغارة.

## غابات لبنان
كان لبنان في الأزمنة الغابرة والعصور الوسطى مغطى بالغابات. إلا أن أغلب الأخشاب تم قطعها لتستخدم في البناء أو التصدير. وكان الرعي المفرط عاملاً آخر من عوامل إزالة للغابات، فضلاً عن حرائق الغابات، واستثمار المحاجر، وتوسيع الأراضي الزراعية، وتآكل التربة والتصحر، والتغير المناخي، والتوسع الحضري والهجرة، والصراعات المسلحة، وانعدام الوعي الجماهيري بشكل عام. وتقتصر الآن غابات الأرز على المناطق شديدة الانحدار والمرتفعة التي يصعب الوصول إليها. حالياً، الغابات هي بمثابة أحراج تغطي ما يقرب من 13.3% من المساحة الكلية للبنان التنوع البيئي والحيوي في لبنان.
- أرز الرّب

## المحميات الطبيعية في لبنان
هناك عدد كبير من المناطق المحمية في لبنان، من بينها ثمان محميات طبيعية. وأهمها محمية أرز الشوف الطبيعية، ومحمية غابة أرز تنورين الطبيعية، ومحمية حرج إهدن الطبيعية، ومحمية جُزُر النخيل الطبيعية، ومحمية شاطئ صور الطبيعية.

### محمية أرز الشوف
تعتبر محمية أرز الشوف الطبيعية هي الأكبر، وتغطي مساحة قدرها 165 كم2. وتمتد على طول سلسلة الجبال الغربية لجبل لبنان على ارتفاع 1000-2000 م، وتشرف على وادي البقاع. وتتكون محمية الشوف من ثلاث غابات من الأرز (معاصر الشوف والباروك وعين زحلتا- بمهرين)، تم زراعة جزء منها في الستينات في محاولة مكثفة لإعادة تشجيرها. وتعتبر هذه المحمية الطبيعية، الواقعة على طريق هجرة الطيور العابرة للقارات، موقعاً ملائماً لحماية الثدييات الكبيرة مثل الذئب والوشق.

### محمية أرز تنورين
تقع محمية أرز تنورين الطبيعية على ارتفاع شاهق، وتعتبر واحدة من غابات الأرز الأكثر كثافة والأقدم والأكبر في لبنان (ويشكل شجر الأرز 80% من أشجارها). وتقع في الجبال شرقي جبيل، إلى الجنوب الشرقي من طرابلس، وتغطي مساحة 12 كم2. في تلك المنطقة الجبلية الصخرية ينمو الأرز على السفوح شديدة الانحدار. قد يبلغ عمر بعض أشجار الأرز القديم، والبالغ عددها نحو 70,000 شجرة، ألف سنة أو أكثر. كما تشتهر تنورين بأنواعها المختلفة من الطيور (النسور والبوم وطائر أبي الحناء) والحيوانات البرية (الضباع والخنازير البرية والسناجب والثعابين والخفافيش).

### غابة حرش إهدن
كما تقع في جبال لبنان غابة حرج إهدن، وهي عبارة عن تجمع فريد للأشجار الصنوبرية والنفضية (التي تتساقط أوراقها في الخريف) والدائمة الخضرة في منطقة نباتية مناخية منعزلة. والغابة موطن لمختلف أنواع الثدييات والطيور والنباتات، وبعضها نادر ومهدد بالانقراض في لبنان، مثل النسر الإمبراطوري والذئب. وتشمل مؤشرات التنوع الحيوي في المناطق المحمية نحو 1030 نوعاً من النباتات، و 39 نوعاً من الأشجار، و 26 نوعاً من الثدييات، و 156 نوعاً من الطيور، و 300 نوعاً من الفطريات.

### محمية جزر النخيل
وتقع محمية جزر النخيل الطبيعية إلى الشمال الغربي من مدينة طرابلس. وقد تم تخصيصها كمنطقة محمية خاصة في حوض البحر الأبيض المتوسط بموجب اتفاقية برشلونة، ومنطقة طيور هامة بموجب اتفاقية حماية حياة الطيور، وكذلك منطقة أراضي رطبة (مشبعة بالماء والينابيع والمستنقعات) ذات أهمية دولية خاصة.

### محمية ساحل صور
أدرجت محمية ساحل صور الطبيعية على قائمة رامسار للأراضي الرطبة الرئيسية على الصعيد الدولي. وتقع في لبنان الجنوبي، وتمتد على أكثر من 380 هكتاراً. كما تعدّ موقعاً لتعشيش السلحفاة ذات الرأس الكبير المهددة بالانقراض والسلحفاة البحرية الخضراء.

### محمية وادي الحجير
ادرجت محمية وادي الحجير من قبل وزارة البيئة وإصدار القانون رقم في121 تاريخ 23 تموز 2010.المساحة الاجمالية للمحمية تقارب 26 كلم2 أكثر من 1555 هكتاراً
تحتضن غطاء نباتياً كبيراً، وتحتوي على أنواع عديدة من الحيوانات والطيور، وثماني مطاحن، بالإضافة إلى أعين المياه المختلفة وقلعة دوبيه الأثرية.

## التنوع الحيوي في لبنان
رغم إزالة الغابات في البداية، إلا أن لبنان غني بتنوعه الحيوي. وهذا التنوع البيئي لم يكن وليد مناخ البحر الأبيض المتوسط فحسب. فالمجموعة الشاسعة من المناطق الجيومورفولوجية (المتنوعة التضاريس)، من السلاسل الجبلية إلى السهول الخصبة والمناطق الساحلية، تؤدي إلى تطوير مناخات محلية متميزة، ينتج عنها ظهور مواطن مختلفة تجذب مجموعة واسعة من أنواع الحياة: 4,633 نوعاً من النباتات (2,863 محلياً، من بينها الأرز اللبناني) و 4,486 نوعاً من الحيوانات، منها سلحفاة البحر النادرة كبيرة الرأس والنسر الإمبراطوري.

## المناخ
إن مناخ لبنان مناخ متوسطي نموذجي يتميز بفصل شتاء وافر المطر (بين نوفمبر/تشرين الثاني ومايو/أيار) وبظروف مناخية جافة وقاحلة خلال الشهور السبعة الباقية من السنة. لكن تأثير البحر الأبيض المتوسط والملامح الطوبوغرافية والصحراء السورية شمالا، عوامل تتسبب بظهور مجموعة من المناخات الموضعية داخل البلد، ينجم عنها توزيع متباين لدرجات الحرارة والأمطار. 

فمعدل الحرارة السنوي على الساحل يصل إلى 20 درجة مئوية متراوحاً بين 13 درجة مئوية في الشتاء و27 درجة مئوية في الصيف، في حين أن معدل الحرارة السنوي في سهل البقاع أدنى من ذلك ويصل إلى 16 درجة مئوية متراوحاً بين 5 درجات مئوية في الشتاء و26 درجة مئوية في الصيف. بيد أن المناطق المرتفعة في الجبال تعرف معدالً سنوياً يقل عن 10 درجات مئوية متراوحاً بين درجة 0 في الشتاء و18 درجة مئوية في الصيف.

### الأمطار
يبلغ معدل هطول الأمطار 823 مليمتراً، لكن هذه النسبة تتراوح بين 700 و 1000 مليمتر على المناطق الساحلية و1500 و2000 مليمتر علـى المرتفعات الجبليـة، بينما تنخفـض إلى 400 مليمتر في المناطق الشرقية، وتصل إلى أقل من 200 مليمتر في المنطقة الشمالية الشرقية. أما في المناطق التي يزيد ارتفاعها عن 2000 متر، فإن الأمطار ثلجية بشكل أساسي تساعد على المحافظة على مخزون أساسي يغذي حوالي 2000 نبع خلال فترة الجفاف. وقد ينخفض هطول األمطار في سنوات الجفاف إلى 50 في المائة من المعدل. وتهطل الأمطار من 80 إلى 90 يوماً في السنة، بين شهري أكتوبر/تشرين األول وأبريل/نيسان بشكل رئيسي.

ويهطل 75 في المائة من تدفق الأمطار السنوي في فترة خمسة شهور بين شهري يناير/كانون الثاني ومايو/أيار، بينما يهطل 16 في المائة من الأمطار بين شهري يونيو/حزيران ويوليو/تموز، و9 في المائة فقط في الشهور الخمسة المتبقية من السنة بين أغسطس/آب وديسمبر/كانون األول.

## الموارد الطبيعية
كانت الأخشاب مصدراً هاماً، غير أن الاستغلال الكبير للغابات القديمة (شجر البلوط والأرز)، وكذلك الرعي التقليدي لقطعان الماعز والأغنام، أسفر عن إزالة الغابات. موارد لبنان المعدنية قليلة، وهي تقتصر على: خام الحديد والفحم الحجري والحجر الجيري والرمل عالي الجودة المناسب لصناعة الزجاج. كما توجد المحاجر التي تستخرج منها حجارة البناء. ويزود نهر الليطاني الكهرباء (مشروع نهر الليطاني للطاقة الكهرومائية)

## النشاط الزلزالي
يسجل النشاط الزلزالي في لبنان حوالي 500 هزة شهرياً، ولكن قوة أكبرها لا تتعدى 3.5 درجات على مقياس رختر.
ويقع لبنان على فالقين للزلازلهما:
- فالق اليمونة- البحر الميت
- فالق سرغايا - البحر الميت

## النفط والبترول في لبنان
تقدّر كميات الغاز والبترول الخام في بحر لبنان بما يفوق 122 تريليون قدم مكعب من الغاز و30 إلى 40 بليون برميل من النفط الخام.
يدعي الكيان الإسرائيلي تملكه لمجمع نفطي في البحر الأبيض المتوسط فيما يؤكد لبنان حقه فيه ويقول إنه يقع ضمن مياهه الإقليمية والاقتصادية. ويتمثل المجمع أو«البلوك» رقم 9 في منطقة على شكل مثلث تصل مساحتها إلى 860 كيلومترا مربعا، وتقع على امتداد ثلاثة من المجمعات البحرية العشرة في لبنان. وقسمت المساحة التي يملكها لبنان إلى عشر مناطق أو مجمعات، ويمثل المجمع 9 إحدى تلك المناطق. وتشكل البلوكات 8 و9 و10 محط أطماع الكيان الإسرائيلي الذي يزعم أن البلوك 8 جنوبا (تبلغ مساحته 1400 متر مربع، وبعمق يتراوح بين 1672 و2062 مترا تحت سطح البحر جنوبا) يقع أيضا داخل حدود فلسطين المحتلة.